# From the Mixed-Up Files of Mrs. Basil E. Frankweiler
From the Mixed-Up Files of Mrs. Basil E. Frankweiler é um romance de E. L. Konigsburg. O livro acompanha os irmãos Claudia e Jamie Kincaid enquanto eles fogem de casa para o Museu Metropolitano de Arte na cidade de Nova Iorque. Foi publicado pela Atheneum em 1967, a segunda história publicada a partir de manuscritos que o novo escritor havia enviado ao editor Jean E. Karl.
From the Mixed-Up Files ganhou a Medalha Newbery de excelência na literatura infantil dos Estados Unidos em 1968.